# National League 2014-2015 (Inghilterra)
La Conference League Premier 2014-2015, conosciuta anche con il nome di Vanarama Conference per motivi di sponsorizzazione, è stata la 36ª edizione del campionato inglese di calcio di quinta divisione. 

## Squadre partecipanti
| Squadra                | Città                | Stadio                          | Stagione precedente                           |
| ---------------------- | -------------------- | ------------------------------- | --------------------------------------------- |
| AFC Telford United     | Telford              | New Bucks Head                  | 1º posto in Conference League North, promosso |
| Aldershot Town         | Aldershot            | Recreation Ground               | 19º posto in Conference League Premier        |
| Alfreton Town          | Alfreton             | North Street                    | 11º posto in Conference League Premier        |
| Altrincham             | Altrincham           | Moss Lane                       | 4º posto in Conference League North, promosso |
| Barnet                 | Londra (High Barnet) | The Hive Stadium                | 8º posto in Conference League Premier         |
| Braintree Town         | Braintree            | Cressing Road                   | 6º posto in Conference League Premier         |
| Bristol Rovers         | Bristol              | Memorial Stadium                | 23º posto in Football League Two, retrocesso  |
| Chester                | Chester              | Deva Stadium                    | 21º posto in Conference League Premier        |
| Dartford               | Dartford             | Princes Park                    | 22º posto in Conference League Premier        |
| Dover Athletic         | Dover                | Crabble Athletic Ground         | 5º posto in Conference League South, promosso |
| Eastleigh              | Eastleigh            | Ten Acres                       | 1º posto in Conference League South, promosso |
| Forest Green Rovers    | Nailsworth           | The New Lawn                    | 10º posto in Conference League Premier        |
| Gateshead              | Gateshead            | Gateshead International Stadium | 3º posto in Conference League Premier         |
| Grimsby Town           | Grimsby              | Blundell Park                   | 4º posto in Conference League Premier         |
| Halifax Town           | Halifax              | The Shay                        | 5º posto in Conference League Premier         |
| Kidderminster Harriers | Kidderminster        | Aggborough                      | 7º posto in Conference League Premier         |
| Lincoln City           | Lincoln              | Sincil Bank                     | 14º posto in Conference League Premier        |
| Macclesfield Town      | Macclesfield         | Moss Rose                       | 15º posto in Conference League Premier        |
| Nuneaton Town          | Nuneaton             | Liberty Way                     | 13º posto in Conference League Premier        |
| Southport              | Southport            | Haig Avenue                     | 18º posto in Conference League Premier        |
| Torquay United         | Torquay              | Plainmoor                       | 24º posto in Football League Two, retrocesso  |
| Welling United         | Londra (Bexley)      | Park View Road                  | 16º posto in Conference League Premier        |
| Woking                 | Woking               | Kingfield Stadium               | 9º posto in Conference League Premier         |
| Wrexham                | Wrexham              | Racecourse Ground               | 17º posto in Conference League Premier        |

## Classifica finale
|  | Pos. | Squadra                 | Pt | G  | V  | N  | P  | GF | GS | DR  |
|  | ---- | ----------------------- | -- | -- | -- | -- | -- | -- | -- | --- |
|  | 1.   | Barnet                  | 92 | 46 | 28 | 8  | 10 | 94 | 46 | +48 |
|  | 2.   | Bristol Rovers          | 91 | 46 | 25 | 16 | 5  | 73 | 34 | +39 |
|  | 3.   | Grimsby Town            | 86 | 46 | 25 | 11 | 10 | 74 | 40 | +34 |
|  | 4.   | Eastleigh               | 82 | 46 | 24 | 10 | 12 | 87 | 61 | +26 |
|  | 5.   | Forest Green (-3)       | 79 | 46 | 22 | 16 | 8  | 80 | 54 | +26 |
|  | 6.   | Macclesfield Town       | 78 | 46 | 21 | 15 | 10 | 60 | 46 | +14 |
|  | 7.   | Woking                  | 76 | 46 | 21 | 13 | 12 | 77 | 52 | +25 |
|  | 8.   | Dover Athletic          | 68 | 46 | 19 | 11 | 16 | 69 | 58 | +11 |
|  | 9.   | Halifax Town            | 66 | 46 | 17 | 15 | 14 | 60 | 54 | +6  |
|  | 10.  | Gateshead               | 66 | 46 | 17 | 15 | 14 | 66 | 62 | +4  |
|  | 11.  | Wrexham                 | 66 | 46 | 17 | 15 | 14 | 56 | 52 | +4  |
|  | 12.  | Chester                 | 63 | 46 | 19 | 6  | 21 | 64 | 76 | −12 |
|  | 13.  | Torquay Utd             | 61 | 46 | 16 | 13 | 17 | 64 | 60 | +4  |
|  | 14.  | Braintree Town          | 59 | 46 | 18 | 5  | 23 | 56 | 57 | −1  |
|  | 15.  | Lincoln City            | 58 | 46 | 16 | 10 | 20 | 62 | 71 | −9  |
|  | 16.  | Kidderminster           | 57 | 46 | 15 | 12 | 19 | 51 | 60 | −9  |
|  | 17.  | Altrincham              | 56 | 46 | 16 | 8  | 22 | 54 | 73 | −19 |
|  | 18.  | Aldershot Town          | 53 | 46 | 14 | 11 | 21 | 51 | 61 | −10 |
|  | 19.  | Southport               | 51 | 46 | 13 | 12 | 21 | 47 | 72 | −25 |
|  | 20.  | Welling Utd             | 45 | 46 | 11 | 12 | 23 | 52 | 73 | −21 |
|  | 21.  | Alfreton Town           | 45 | 46 | 12 | 9  | 25 | 49 | 90 | −41 |
|  | 22.  | Dartford                | 39 | 46 | 8  | 15 | 23 | 44 | 74 | −30 |
|  | 23.  | AFC Telford United (-3) | 36 | 46 | 10 | 9  | 27 | 58 | 84 | −26 |
|  | 24.  | Nuneaton Town (-3)      | 36 | 46 | 10 | 9  | 27 | 38 | 76 | −38 |

Legenda:
      Promosso in Football League Two 2015-2016.
  Ammesso ai play-off.
      Retrocesso in National League North 2015-2016.
      Retrocesso in National League South 2015-2016.
Regolamento:
Tre punti a vittoria, uno a pareggio, zero a sconfitta.
In caso di arrivo di due o più squadre a pari punti, la graduatoria viene stilata secondo i seguenti criteri:
- differenza reti
- maggior numero di gol segnati

Note:

Alfreton Town retrocesso in National League North per peggior differenza reti rispetto all'ex aequo Welling United.
L'AFC Telford United, il Forest Green Rovers ed il Nuneaton Town sono stati sanzionati con 3 punti di penalizzazione.

## Spareggi

### Play-off

#### Tabellone
|  | Semifinali | Semifinali     | Semifinali | Semifinali | Semifinali |  |  | Finale | Finale               | Finale |  |
|  |            |                |            |            |            |  |  |        |                      |        |  |
|  | 5          | Forest Green   | 0          | 0          | 0          |  |  |        |                      |        |  |
|  | 2          | Bristol Rovers | 1          | 2          | 3          |  |  | 2      | Bristol R. (5-3 dcr) | 1      |  |
|  | 4          | Eastleigh      | 1          | 0          | 1          |  |  | 3      | Grimsby Town         | 1      |  |
|  | 3          | Grimsby Town   | 2          | 3          | 5          |  |  |        |                      |        |  |

#### Semifinali
|                     | Risultati |                     | Luogo      |
| ------------------- | --------- | ------------------- | ---------- |
| Forest Green Rovers | 0-1       | Bristol Rovers      | Nailsworth |
| Bristol Rovers      | 0-2       | Forest Green Rovers | Bristol    |
|                     |           |                     |            |
| Eastleigh           | 1-2       | Grimsby Town        | Eastleigh  |
| Grimsby Town        | 3-0       | Eastleigh           | Grimsby    |
|                     |           |                     |            |

#### Finale
|                | Risultati     |              | Luogo                    |
| -------------- | ------------- | ------------ | ------------------------ |
| Bristol Rovers | 1-1 (5-3 dcr) | Grimsby Town | Londra (Wembley Stadium) |
|                |               |              |                          |

## Statistiche

### Individuali

#### Classifica marcatori
| Gol |  |  | Giocatore         | Squadra             |
| --- |  |  | ----------------- | ------------------- |
| 31  |  |  | John Akinde       | Barnet              |
| 25  |  |  | Jon Parkin        | Forest Green Rovers |
| 24  |  |  | Scott Rendell     | Woking              |
| 18  |  |  | James Constable   | Eastleigh           |
| 18  |  |  | Tony Gray         | Telford United      |
| 18  |  |  | Damian Reeves     | Altrincham          |
| 18  |  |  | Matty Taylor      | Bristol Rovers      |
| 16  |  |  | Lenell John-Lewis | Grimsby Town        |
| 16  |  |  | Louis Moult       | Wrexham             |